# La supertestimone
La supertestimone è un film del 1971 diretto da Franco Giraldi.
Per questo film Monica Vitti è stata premiata con un Globo d'oro alla  migliore attrice.

## Trama
Marino Bottecchia, detto Mocassino, vive alle spalle di Tiziana, una prostituta. Quando la donna viene trovata uccisa, il primo ad essere sospettato del delitto è proprio Marino, ma questi si proclama innocente e fornisce agli inquirenti un alibi di ferro. A questo punto si fa avanti Isolina Pantò, proprietaria di un asilo privato ed ex serva di un convento. Isolina, stravagante e complessata, è rimasta sola dopo essere stata abbandonata dall'unico uomo della sua vita. Avendo riconosciuto Marino dalle foto pubblicate dai giornali, la donna demolisce il suo alibi identificandolo come l'uomo che si aggirava sul luogo del delitto e lo fa condannare a vent'anni di reclusione. Col tempo, attanagliata dai dubbi, Isolina ritratta la sua testimonianza e Marino riesce a ottenere una riduzione della pena a quattro anni. Durante la detenzione, Marino riceve le attenzioni e l'assistenza di Isolina e, mentre si trova ancora in carcere, la sposa. Uscito dal carcere, senza molta convinzione si mette a cercare un lavoro, ma finisce per tornare nel giro della malavita costringendo anche la moglie a prostituirsi. Ma quando lei comincia ad affezionarsi a uno dei clienti, Marino minaccia di farle fare la stessa fine che, proprio lui, ha riservato a suo tempo a Tiziana.

## Colonna sonora
La musica è stata composta da Luis Bacalov.